# Thomas Weth
Thomas Weth (* 7. Mai 1958) ist ein deutscher Hochschulprofessor für Mathematik. Er hat seit 1998 an der Universität Erlangen-Nürnberg den Lehrstuhl für Didaktik der Mathematik inne.

## Biografie
Nach dem Studium der Mathematik und Physik in Würzburg legte er im Jahr 1984 das 1. Staatsexamen ab. Das 2. Staatsexamen absolvierte er 1986 in Erlangen. Von 1989 bis 1998 war er an der Universität Würzburg wissenschaftlicher Assistent am Lehrstuhl für Didaktik der Mathematik.  1993 wurde er mit der Arbeit Zum Verständnis des Kurvenbegriffs im Mathematikunterricht in Didaktik der Mathematik promoviert. Mit der Schrift "Begriffsbildung als kreatives Tun im Mathematikunterricht" erfolgte 1997 die Habilitation. 1998 übernahm er an der Universität Erlangen-Nürnberg den Lehrstuhl für Didaktik der Mathematik.

## Aktuelle Arbeitsschwerpunkte

### Wissenschaftliche Arbeitsgebiete
Die wissenschaftlichen Arbeitsgebiete umfassen unter anderem die Kreativität im Mathematikunterricht, den Kurvenbegriff im Mathematikunterricht, den Computereinsatz im Mathematikunterricht sowie die Konstruktion algebraischer Kurven. Der Erwerb mathematischer Fachsprache und die Auswirkung auf andere Unterrichtsfächer stellen einen weiteren Schwerpunkt dar.

### Forschungsthemen
Einige der aktuellen Forschungsthemen sind die Entwicklung von Kreativitätsroutinen für den Mathematikunterricht aller Schulstufen, die Anwendung von Kreativitätsroutinen zur Erzeugung neuartiger Konstruktionen für algebraische Kurven sowie die Anwendung von Kreativitätsroutinen zur Erzeugung neuartiger elementargeometrischer Phänomene und Sätze.

### Weitere Aktivitäten
Weth ist Mitglied des Hochschulnetzwerkes für Lehrerausbildung und neue Medien.
Er ist an zahlreichen Forschungskooperationen mit anderen Universitäten beteiligt, so etwa mit Hans-Joachim Vollrath und Hans-Georg Weigand (Universität Würzburg), Martin Stein (Universität Münster), Uwe Tietze (Universität Braunschweig) und Ulrich Kortenkamp (Universität Potsdam). Thomas Weth war Mitorganisator der Arbeitstagungen des Arbeitskreises "Mathematikunterricht und Informatik der GDM" und zeichnet verantwortlich für die Vortragsreihe "Mathematikdidaktische Konzerte".
Weitere Projekte sind die Entwicklung eines neuartigen Taschenrechners in Kooperation mit Casio sowie die Entwicklung einer dezentralen Lehr-Lernumgebung für das Studium Didaktik der Mathematik. Für die VHB (Virtuelle Hochschule Bayern) arbeitet Weth an der Entwicklung eines internetgestützten Lehrgangs zum "Computer im Mathematikunterricht". Als Drittmittelprojekt ist er an einer Kooperation im Zuge des B.I.G. - (Bildungswege in der Informationsgesellschaft) - Projekts mit Bertelsmann beteiligt.